# راتشت: ديدلوكد
راتشت: ديدلوكد (بالإنجليزية: Deadlocked)‏، تسمى في النسخة الأوروبية والأسترالية راشتنت: غلاديتور (Ratchet: Gladiator) ، وتسمى في النسخة اليابانية (راتشنت أند كلارك 4) (باليابانية: ラチェット&クランク4th) ، هي لعبة فيديو إلكترنية من نوع منصات ، نشرتها شركة سوني كمبيوتر إنترتنمنت سنة 2005م.